# Egon von Eickstedt
Egon Rudolf Erns Adolf Hans Dubslaff Freiherr von Eickstedt (Posnânia, 10 de abril de 1892 - Mainz, 20 de dezembro de 1965) foi um antropólogo físico alemão.

## Biografia
Egon Rudolf Erns Adolf Hans Dubslaff Freiherr von Eickstedt nasceu em 10 de abril de 1892 em Jersitz, na Posnânia, então parte do Reino da Prússia, como único filho sobrevivente de Hans Carl Adolf Dubslaff von Eickstedt, comissário distrital em Borek, e Elisabeth Agnes Dorette Martha. Foi criado luterano e frequentou escolas em Berlim, Dresden e Halberstadt, formando-se em 1913, ano em que se matriculou na graduação em geografia e filosofia, na Universidade de Frederico-Guilherme. Foi discípulo e amigo de Felix von Luschan desde sua entrada na faculdade até a morte deste. Em 1916, casou-se com a brasileira Enjo da Costa Macedo.
Entre 1920 e 1964, von Eickstedt publicou cerca de 250 títulos sobre antropologia, em geral física. Em 1933, tornou-se membro do Partido Nazista, e passou a contribuir para o desenvolvimento de identificação física de indivíduos com ancestralidade judaica. Teve entre seus alunos Ilse Schwidetzky.
Faleceu em 20 de dezembro de 1965 em Mainz, em virtude de um infarto do miocárdio.

## Classificação
Eickstedt classificou a humanidade em sua obra Rassenkunde und Rassengeschichte der Menschheit de 1934 em três "grandes raças" básicas: europídeo, mongolídeo e negrídeo. Cada "grande raça" foi dividida em algumas raças menores, num total de catorze, e cada uma destas catorze em diversas sub-raças. 
A "grande raça" europídea comportaria três "cinturões raciais" aproximadamente equivalentes a uma das raças de William Z. Ripley: loiro (nórdicos), marrom (mediterrâneos, índicos e polinésios) e montanhês (alpinos, dináricos, armenoides e turânicos), além de um grupo geograficamente disperso de "paleoeuropeus" (ainus e algumas populações do Sul da Ásia). A "grande raça" mongolídea comportaria um cinturão polar (e.g. esquimós e nativos da Sibéria), uma variedade setentrional (associada ao Leste Asiático e à Mongólia), uma meridional (Sudeste Asiático), uma indianídea (nativos americanos) setentrional e uma meridional, com o limite na América Central. A "grande raça" negrídea comportaria um cinturão de contato (Chifre da África e algumas populações indianas), uma ocidental (África Subsaariana em geral), uma oriental (melanésios e aborígenes australianos), uma khoisan e uma pigmeia.